# Mummificazione (BDSM)

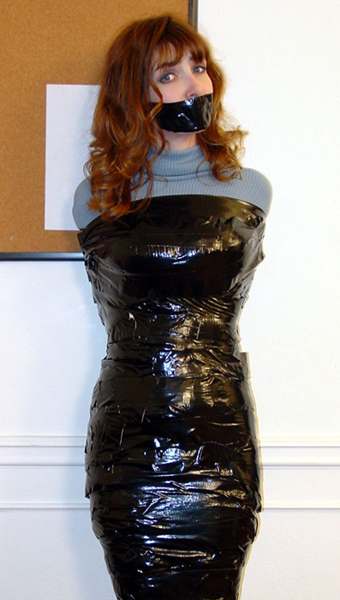
Mummificazione parziale con nastro isolante nero

La mummificazione è una pratica di bondage legata al BDSM, e consiste nell'avvolgere completamente o quasi il corpo di un soggetto consenziente, con materiali di vario tipo, quali la gomma, il lattice, la camicia di forza, la pellicola trasparente per alimenti, nastro isolante o altro, in ogni caso materiali capaci di offrire una minima elasticità e una efficace resistenza che ne eviti la rottura. Lo scopo della mummificazione consiste nell'ottenere una condizione temporanea di immobilizzazione, simile a quella delle mummie egizie. Inoltre, il soggetto mummificato può esperire una parziale deprivazione sensoriale, che può essere accresciuta dall'ausilio di altri strumenti quali bendaggio visivo, ball-gag, tappi nelle orecchie e altro.

## Sicurezza
Come in tutte le pratiche BDSM, è essenziale il profilo della sicurezza: di regola, si segue il protocollo del SSC, ovvero tutte le pratiche, compresa la mummificazione, devono svolgersi consensualmente, in condizioni igieniche idonee e in assoluta sicurezza per tutti i partecipanti. Il consenso deve poter essere ritirato in qualsiasi momento, motivo per cui la persona sottoposta a mummificazione deve in ogni caso conservare la possibilità di esprimersi, parlando o, nel caso non ci riesca, mediante un gesto concordato (ad esempio lasciando andare un oggetto inserito in una mano), per manifestare la sua volontà di interrompere il gioco e di essere liberato.
Un aspetto che va curato nella mummificazione è quello dell'idratazione del soggetto, in particolare laddove si adoperino materiali come la pellicola, che provoca intensa sudorazione. Va inoltre valutata attentamente l'elasticità del materiale adottato, per evitare fenomeni di asfissia o una eccessiva riduzione della capacità respiratoria, e una vigilanza costante sul soggetto sottoposto, in modo da assicurare una tempestiva liberazione in caso di difficoltà fisiche dello stesso.